# Laodicea fertilis
Laodicea fertilis är en nässeldjursart som först beskrevs av Lendenfeld 1884.  Laodicea fertilis ingår i släktet Laodicea och familjen Laodiceidae. Inga underarter finns listade i Catalogue of Life.